# Wapenbelasting
Er zijn regeringen geweest die strenge controle uitoefenden op het gebruik van familiewapens en in Frankrijk en Engeland werd het bezit, en gebruik, ook met een wapenbelasting belast.
Om te controleren of de gebruikte wapens waren geregistreerd gingen de herauten op "visitaties" en alle wapens werden opgetekend.
In de Republiek der Zeven Verenigde Nederlanden was er na het afzweren van Koning Philips II geen heraut of wapenkoning meer die op het naleven van heraldische regels kon letten of wapens ontwierp en de Staten gaven geen wapenbrieven zodat er in de Noordelijke Nederlanden tot de instelling van de Hoge Raad van Adel in 1815 geen overzicht of controle over wapenschilden mogelijk was.
In 1919 diende de heer P.C.Labrijn een proeve van een "Belasting op geslachtswapens" in waarbij het borduren van het familiewapen op linnengoed en het bezit van met (eigen) wapens gegraveerd tafelzilver belast zou worden. De naar schatting 50 000 Nederlandse families met een familiewapen zouden, zo meende hij, ongeveer 200 000 gulden op moeten brengen. Van het voorstel kwam niets.
In 1953 pleitte een zekere Baar voor het verplicht registreren van familiewapens. Dat was in Frankrijk en Engeland een verkapte wijze van belastingheffen geweest maar had als bijkomend effect dat men ook misbruik van andermans wapen, de zogenaamde usurpatie, tegen kon gaan.